# Pselaphia cornifera
Pselaphia cornifera är en tvåvingeart som beskrevs av Becker 1912. Pselaphia cornifera ingår i släktet Pselaphia och familjen fritflugor. Inga underarter finns listade i Catalogue of Life.